# Beth Phoenix
Elizabeth Copeland (* 24. November 1980 in Elmira, New York als Elizabeth Kocianski), besser bekannt unter ihrem Ringnamen Beth Phoenix, ist eine US-amerikanische Wrestlerin. Sie steht zurzeit bei der WWE als Kommentatorin unter Vertrag. Ihre bisher größten Erfolge sind der dreifache Erhalt der WWE Women’s Championship.

## Privatleben
Copeland wuchs in Elmira, New York auf. Copeland erschien als Beth Phoenix zusammen mit ihren Kolleginnen Candice Michelle und Layla El in der Februar-Ausgabe 2009 des Flex-Magazins. Sie ist seit 2016 mit Adam Copeland, unter dem Ringnamen Edge als Wrestler bekannt, verheiratet. Zusammen haben sie zwei Töchter.

## Sportlicher Hintergrund
Auf der High School spielte Kociański Tennis und betrieb Leichtathletik und war zudem im New York Notre Dame High School Scholastic Wrestling Team.

## Wrestling-Karriere

### Independent-Ligen (2001–2005)
Nach ihrem Abschluss an der High School 1998 trainierte Carolan unter Ron Hutchinson, Joey Knight und Robin Knightwing. Am 2. Februar 2002 debütierte sie bei Brutal Extreme Explosive Rasslin als Phoenix. Danach wurde sie von verschiedenen Promotionen verpflichtet.

### WWE (2004–2012, seit 2017)

#### Ohio Valley Wrestling (2004–2007)
Im Jahr 2004 unterschrieb Carolan einen Entwicklungsvertrag mit World Wrestling Entertainment. Zunächst wurde sie in der Aufbauliga Ohio Valley Wrestling (OVW) eingesetzt. Dort debütierte sie am 13. August 2004 als Beth Phoenix.

#### Main Roster Debüt und WWE Women’s Champion (2006–2010)

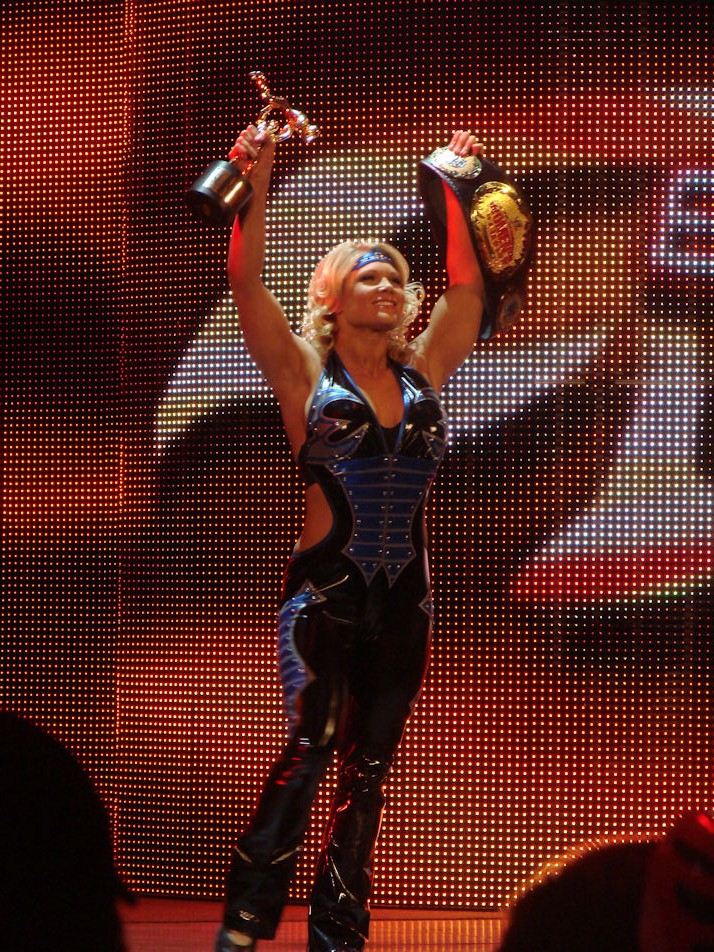
Beth Phoenix als WWE Women’s Champion, 2009.

Carolan absolvierte ihr Debüt bei RAW im Mai 2006 an der Seite von Trish Stratus und attackierte dabei Mickie James. Im Mai 2006 trat sie in einigen House-Shows der WWE auf. Carolan gewann am 4. Oktober 2006 den OVW Women’s Titel von Serena. Den Titel gab sie am 2. November 2006 an Katie Lea ab.
Bei Raw fehdete Carolan gegen Candice Michelle. Im Verlauf der Fehde gewann sie am 7. Oktober 2007 den WWE Women’s Titel. Nach ihrem Titelgewinn begann Carolan eine Fehde gegen Mickie James, in deren Verlauf sie ihren Titel an Mickie James abgeben musste.
Im Jahr 2008 wurden Carolan und Santino Marella im Rahmen einer Storyline ein Paar. Zusammen bildeten sie das Tag Team Glamarella, eine Portmanteau-Wortschöpfung aus Glamazon und Marella. Beim SummerSlam 2008 traten sie gegen Kofi Kingston und Mickie James in einem Mixed-Tag-Team-Match an, welches Carolan und Marella gewannen. Santino Marella gewann so den WWE Intercontinental Titel und Carolan zum 2. Mal die WWE Women’s Championship.
Beim Royal Rumble im Januar 2009, musste sie den WWE Women’s Titel an Melina abgeben. Bei WrestleMania XXV musste sie sich in einem 25-Diva-Battle-Royal gegenüber Santina Marella geschlagen geben. So löste sich das Tag Team Glamarella auf.
Am 12. Oktober wurde in einer RAW-Episode der Wechsel Carolans zu SmackDown verkündet. Ihr Debüt gab sie am 30. Oktober gegen Jenny Brooks.
Beim Royal Rumble, am 31. Januar 2010 trat sie als zweite Frau nach Chyna beim Rumble an und eliminierte The Great Khali.
Bei der Großveranstaltung Extreme Rules am 25. April 2010 gewann sie von Michelle McCool, in einem Extreme Makeover Match, die WWE Women’s Championship. Im Mai 2010 verletzte sich Carolan und wurde aus den Shows geschrieben. Zuvor gab sie die WWE Women’s Championship an Layla ab. Beim Survivor Series-PPV kehrte sie zurück.

#### WWE Divas Champion und Rücktritt (2011–2012)
Beim WWE Draft vom 26. April 2011 wurde sie zu RAW gewechselt. Von August 2011 bis März 2012 bildete sie die Divas of Doom mit Natalya. Bei der Veranstaltung Hell in a Cell am 2. Oktober 2011 gewann sie die WWE Divas Championship von Kelly Kelly. Am 23. April 2012 verlor sie den Titel bei RAW an Nikki Bella.
Am 29. Oktober 2012 bestritt Carolan in RAW ihr letztes Match für die WWE, zwei Tage später endete ihr Engagement für die Promotion. Ihren auslaufenden Vertrag hatte sie nicht verlängert, um ihrer Familie mehr Zeit widmen zu können.

#### Aufnahme in der Hall of Fame und vereinzelte Auftritte (seit 2017)
Am 31. März 2017 wurde Carolan in die WWE Hall of Fame aufgenommen. Bei WrestleMania 35 war sie Teil vom Match um die WWE Women’s Tag Team Championship, wo sie zusammen mit Natalya auftrat. Das Match konnten sie jedoch nicht gewinnen. Zudem nahm sie an der Europa-Tour 2019 der WWE teil.

#### Auftritte als Kommentatorin und Edge vs. Randy Orton Fehde (seit 2020)
Carolan ist zurzeit Kommentatorin bei WWE NXT, aber war auch in einer Fehde zwischen Carolan’s Ehemann Adam Copeland, besser bekannt als Edge und Randy Orton involviert, wobei sie auch bei einer Raw Episode Orton konfrontierte, worauf hin Orton Carolan mit einem RKO angriff und sie außer Gefecht setzte. Edge gewann auch in der Fehde das Match bei Wrestlemania 36.

## Wrestling-Erfolge
World Wrestling Entertainment
- Hall of Fame (Class of 2017)
- WWE Women’s Championship (3×)
- WWE Divas Championship (1×)

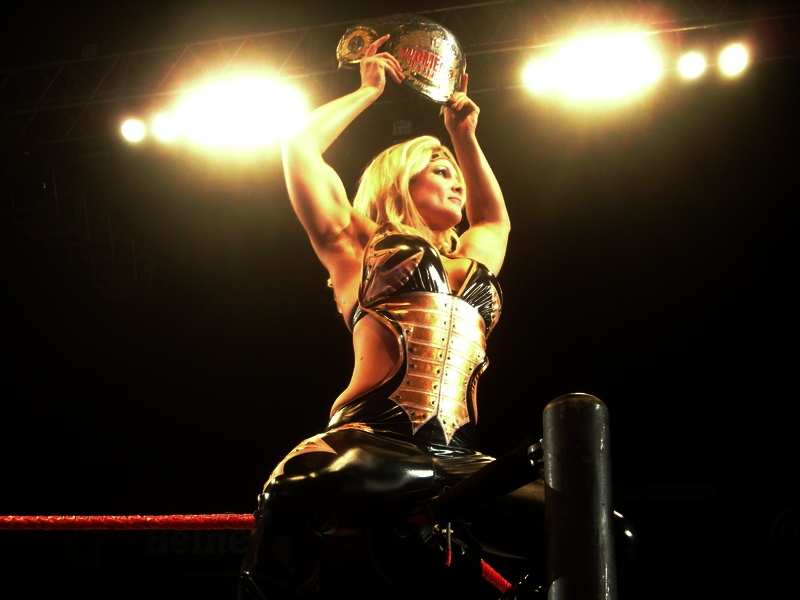
Beth Phoenix als WWE Women’s Champion.

- Summerslam 2007 Womans Battle Royal

Ohio Valley Wrestling
- OVW Women’s Championship (2×)

GLORY Wrestling
- GLORY Championship (1×)

Far North Wrestling
- FNW Cruiserweight Championship (1×)

## Erfolge im Ringen
North-East Wrestling
- 1× Women’s Champion (1999)

New York State Fair
- 1× Women’s Champion (1999)